# Conglomerante
Se denomina conglomerante al material capaz de unir fragmentos de uno o varios materiales y dar cohesión al conjunto mediante transformaciones químicas en su masa que originan nuevos compuestos. Los conglomerantes son utilizados como medio de unión, formando pastas llamadas morteros o argamasas.
Los aglomerantes son materiales capaces de unir fragmentos de una o varias sustancias y dar cohesión al conjunto por métodos exclusivamente físicos; en los conglomerantes es mediante procesos químicos.
Los conglomerantes más utilizados son el yeso, la cal, y el cemento. Se clasifican, según su composición, en:
Primarios
Proceden de la calcinación de una roca, sin adición alguna.
- Yeso
- Cal (procede de la calcinación de la roca caliza).
- Cemento (procede de la calcinación de una mezcla de caliza y arcilla).

Secundarios
Se obtienen por la unión de la pasta (el
aglutinante) formada por un material conglomerante primario y agua con materiales
áridos, que actúan de agregados o reforzantes.
- Mortero
- Hormigón

Materiales bituminosos
- Betún
- Asfalto
- Alquitrán

## Tipos de conglomerante según su capacidad para fraguar en distintos ambientes
- Conglomerantes aéreos: los que endurecen en contacto con el aire.
- Conglomerantes hidráulicos: los que pueden endurecer en contacto con el agua y sumergidos en agua.
- Conglomerantes hidrocarbonatados: los que se endurecen por el cambio de viscosidad con la temperatura, como los betunes y los alquitranes.